# Pommerit-le-Vicomte
Pommerit-le-Vicomte település Franciaországban, Côtes-d’Armor megyében. Lakosainak száma 1842 fő (2022. január 1.). Pommerit-le-Vicomte Saint-Gilles-les-Bois, Goudelin, Gommenec’h, Saint-Clet, Squiffiec, Trégonneau, Pabu, Saint-Agathon és Le Merzer községekkel határos.

## Népesség
A település népességének változása:
| Lakosok száma | 1724 | 1713 | 1690 | 1799 | 1824 | 1764 | 1760 | 1807 | 1830 | 1842 |
|               | 1968 | 1982 | 1990 | 2006 | 2013 | 2015 | 2017 | 2019 | 2020 | 2022 |